# 硫磺島 (鹿兒島縣)
硫磺島（日语：／ Iōjima）是琉球群岛大隅群岛的岛屿，又稱為薩摩硫磺島（日语：／ Satsuma Iōjima）。面積11.65平方公里、周長14.5公里。行政區劃屬日本鹿儿岛县三島村。
有學者認為此島可能是日本歷史中記載的鬼界島。